# Galten, Ångermanland
Galten är en sjö i Härnösands kommun i Ångermanland och ingår i Gådeån-Indalsälvens kustområde. Sjön har en area på 0,0985 kvadratkilometer och ligger 26,1 meter över havet.

## Delavrinningsområde
Galten ingår i det delavrinningsområde (693990-160451) som SMHI kallar för Mynnar i havet. Medelhöjden är 69 meter över havet och ytan är 10,18 kvadratkilometer. Räknas de 8 avrinningsområdena uppströms in blir den ackumulerade arean 48,86 kvadratkilometer. Avrinningsområdets utflöde Byån mynnar i havet. Avrinningsområdet består mestadels av skog (74 procent) och jordbruk (14 procent). Avrinningsområdet har 0,09 kvadratkilometer vattenytor vilket ger det en sjöprocent på 0,9 procent.